# Піт Лесвик
Піт Лесвик (англ. Pete Leswick, 12 липня 1916, Саскатун — 20 червня 2005) — канадський хокеїст, що грав на позиції крайнього нападника.
Його рідні брати Тоні і Джек також були хокеїстами.

## Ігрова кар'єра
Професійну хокейну кар'єру розпочав 1936 року.
Протягом професійної клубної ігрової кар'єри, що тривала 18 років, захищав кольори команд «Нью-Йорк Амеріканс» та «Бостон Брюїнс».
По завершенні кар'єри гравця, як головний тренер очолював клуб «Лос-Анджелес Кардиналз» у чотирьох матчах регулярного чемпіонату ТХЛ.

## Статистика НХЛ
| Сезон        | Клуб                 | Ліга         | Регулярний сезон | Регулярний сезон | Регулярний сезон | Регулярний сезон | Регулярний сезон | Плей-оф | Плей-оф | Плей-оф | Плей-оф | Плей-оф |
| Сезон        | Клуб                 | Ліга         | І                | Г                | П                | О                | ШХ               | І       | Г       | П       | О       | ШХ      |
| ------------ | -------------------- | ------------ | ---------------- | ---------------- | ---------------- | ---------------- | ---------------- | ------- | ------- | ------- | ------- | ------- |
| 1936—37      | «Нью-Йорк Амеріканс» | НХЛ          | 1                | 1                | 0                | 1                | 0                | —       | —       | —       | —       | —       |
| 1944—45      | «Бостон Брюїнс»      | НХЛ          | 2                | 0                | 0                | 0                | 0                | —       | —       | —       | —       | —       |
| Усього в НХЛ | Усього в НХЛ         | Усього в НХЛ | 3                | 1                | 0                | 1                | 0                | —       | —       | —       | —       | —       |